# Andrzej Konarski (ur. 1952)
Andrzej Konarski (ur. 4 listopada 1952 we Wrocławiu) – działacz NSZZ „Solidarność” w latach 80. Członek władz „Solidarności”, działacz struktur podziemnych w stanie wojennym, podejrzewany o kontakty ze Służbą Bezpieczeństwa.

## Życiorys

### Lata 1980-1981[2]
W sierpniu 1980 był członkiem komitetu strajkowego w Fabryce Wagonów Pafawag we Wrocławiu, następnie został członkiem tamtejszej komisji zakładowej „Solidarności” oraz członkiem redakcji biuletynu "Solidarność Pafawag". Od kwietnia 1981 był delegatem Pafawagu w Sieci Organizacji Zakładowych NSZZ „Solidarność”, tzw. "Sieci" - poziomej strukturze związku o charakterze konsultacyjnym, skupiającej po jednym dużym zakładzie pracy z poszczególnych województw (według stanu sprzed 1975). W czerwcu 1981 został członkiem Zarządu Regionu Dolnośląskiego. Kandydował na funkcję przewodniczącego Zarządu Regionu, ale w wyborach uzyskał minimalne poparcie. Był delegatem na I Krajowy Zjazd NSZZ „Solidarność”. Został członkiem Prezydium Komisji Krajowej związku. Według niektórych opracowań od października 1981 był tajnym współpracownikiem Służby Bezpieczeństwa o kryptonimie "Marcin", ale nieznany jest zakres jego współpracy oraz, czy współpraca trwała po ogłoszeniu stanu wojennego.

### Stan wojenny[6]
Uniknął zatrzymania 13 grudnia 1981 i tego samego dnia został członkiem Krajowego Komitetu Strajkowego (wraz z Mirosławem Krupińskim, Eugeniuszem Szumiejką, Janem Waszkiewiczem i Aleksandrem Przygodzińskim), który stanął na czele strajku w Stoczni Gdańskiej. Ukrywał się w dalszym ciągu po rozbiciu tego strajku. W styczniu 1982 razem z Eugeniuszem Szumiejką stworzył tzw. "Ogólnopolski Komitet Oporu" (OKO), którego celem była odbudowa centralnego kierownictwa związku. Wspólnie z E. Szumiejką podpisywał odezwy OKO pseudonimem "Mieszko". Inicjatywa nie została jednak podjęta przez większość ukrywających się działaczy, którzy byli nieufni zarówno wobec jej formuły organizacyjnej (w tym użycia pseudonimu dla sygnowania dokumentów), jak i wobec Konarskiego, którego podejrzewano o kontakty ze Służbą Bezpieczeństwa. W związku z tym przestała istnieć w kwietniu 1982.
Ostatecznie wobec ww. podejrzeń nie wszedł w skład Tymczasowej Komisji Koordynacyjnej (TKK) NSZZ „Solidarność”. We wrześniu 1982 stanął na czele tzw. Międzyregionalnej Komisji Oporu (MKO) NSZZ „Solidarność”, kontrolowanej przez SB struktury mającej stanowić przeciwwagę dla TKK. Nie jest jasne, czy świadomie współpracował z SB, czy też był przez nią manipulowany. W 1983 formalnie ujawnił się i zaprzestał dalszej działalności związkowej.